# Krishnamurty Perumal
Krishnamurty Perumal (* 26. September 1947 in Madras) ist ein ehemaliger indischer Hockeyspieler. Er gewann mit der indischen Hockeynationalmannschaft bei Olympischen Spielen zweimal Bronze.

## Karriere
Bei den Olympischen Spielen 1968 in Mexiko-Stadt gewann die indische Mannschaft ihre Vorrundengruppe, unterlag aber im Halbfinale den Australiern nach Verlängerung mit 2:1 und verpasste damit erstmals das Olympiafinale. Im Spiel um den dritten Platz besiegten die Inder die deutsche Mannschaft mit 2:1. Perumal kam nur im Spiel um Bronze als Außenläufer zum Einsatz. 1970 wurden die Asienspiele in Bangkok ausgetragen, die pakistanische Mannschaft gewann das Finale gegen die indische Mannschaft.  
1972 bei den Olympischen Spielen in München gewannen die Inder einmal mehr ihre Vorrundengruppe, unterlagen aber im Halbfinale den Pakistanern mit 0:2. Im Spiel um Bronze bezwangen sie die niederländische Mannschaft mit 2:1. Perumal war 1972 Stammspieler und wirkte in acht von neun Partien mit.
Perumal spielte in Madras beim Hockeyteam der Indian Airlines. Er wurde 1971 mit dem Arjuna Award ausgezeichnet.